# دانا روكر
دانا روكر (بالإنجليزية: Dana Rucker)‏ هو مدير فني أمريكي، ولد في 28 يناير 1868 في مقاطعة فاوكواير في الولايات المتحدة، وتوفي في 1 فبراير 1949 في ريتشموند في الولايات المتحدة.